# ヱヴァンゲリヲン新吹奏楽版
『ヱヴァンゲリヲン新吹奏楽版』（エヴァンゲリオンしんすいそうがくばん、EVANGELION WIND SYMPHONY）は、鷺巣詩郎のアルバム。『新世紀エヴァンゲリオン』と『ヱヴァンゲリヲン新劇場版』で使用された曲のアレンジとリマスターを収録している。
『ヱヴァンゲリヲン新吹奏楽版 其の1』(EVANGELION WIND SYMPHONY No.1)と、『ヱヴァンゲリヲン新吹奏楽版 其の2』(EVANGELION WIND SYMPHONY No.2)の2枚のアルバムとして、2009年12月9日に同時発売された。
発売元はスターチャイルド。当初は2009年11月26日に発売予定であったが、その後延期された。
2020年9月2日よりサブスクリプションサービスでの配信が開始された。

## ヱヴァンゲリヲン新吹奏楽版 其の1
CDとCD-ROMの2枚組。CD-ROMには新規収録曲のスコアをPDFデータ収録。また本アルバムに封入されているブックレットには、演奏の手引きや参加アレンジャーとの対談等が収録されている。

### 収録曲
| 全作曲: 鷺巣詩郎。 |                                                              |       |            |      |
| #                  | タイトル                                                     | 作詞  | 作曲・編曲 | 時間 |
| 1.                 | 「E06_EWS_Amano&kosei」                                      |       | 鷺巣詩郎   | 2:32 |
| 2.                 | 「E03_EWS_Amano&Kosei」                                      |       | 鷺巣詩郎   | 2:46 |
| 3.                 | 「C07_EWS_Amano&Kosei」                                      |       | 鷺巣詩郎   | 3:16 |
| 4.                 | 「E01_EWS_Amano&Kosei」                                      |       | 鷺巣詩郎   | 3:18 |
| 5.                 | 「E06_ReMaster_TV_Original」                                 |       | 鷺巣詩郎   | 2:31 |
| 6.                 | 「E03_ReMaster_TV_Original」                                 |       | 鷺巣詩郎   | 2:49 |
| 7.                 | 「E01_ReMaster_TV_Original」                                 |       | 鷺巣詩郎   | 2:25 |
| 8.                 | 「A01_EWS_Amano&Kosei」                                      |       | 鷺巣詩郎   | 3:55 |
| 9.                 | 「E01_01_YouichiMurata_Session」                             |       | 鷺巣詩郎   | 3:45 |
| 10.                | 「E01_02_YouichiMurata_Session」                             |       | 鷺巣詩郎   | 4:48 |
| 11.                | 「Shiro'sBrassBand_TributeToBreckerBrothers」                |       | 鷺巣詩郎   | 6:19 |
| 12.                | 「E01_WithoutEricTrumpet_EWS_Amano&Kosei」(ボーナストラック) |       | 鷺巣詩郎   | 3:15 |
| 合計時間:          | 合計時間:                                                    | 41:39 |            |      |

## ヱヴァンゲリヲン新吹奏楽版 其の2
CDとCD-ROMの2枚組。CD-ROMには新規収録曲のスコアをPDFデータ収録。また本アルバムに封入されているブックレットには、演奏の手引きや参加アレンジャーとの対談等が収録されている。

### 収録曲
| 全作曲: 鷺巣詩郎。 |                                                            |       |            |      |
| #                  | タイトル                                                   | 作詞  | 作曲・編曲 | 時間 |
| 1.                 | 「E09_EWS_Amano&Kosei」                                    |       | 鷺巣詩郎   | 2:14 |
| 2.                 | 「E05_EWS_Amano&Kosei」                                    |       | 鷺巣詩郎   | 2:56 |
| 3.                 | 「E05_Fast_EWS_Amano&Kosei」                               |       | 鷺巣詩郎   | 2:09 |
| 4.                 | 「B12_EWS_Amano&Kosei」                                    |       | 鷺巣詩郎   | 3:02 |
| 5.                 | 「E13_EWS_Amano&Kosei」                                    |       | 鷺巣詩郎   | 4:46 |
| 6.                 | 「E09_ReMaster_TV_Original」                               |       | 鷺巣詩郎   | 1:55 |
| 7.                 | 「E05_ReMaster_TV_Original」                               |       | 鷺巣詩郎   | 1:50 |
| 8.                 | 「E05_Fast_ReMaster_TV_Original」                          |       | 鷺巣詩郎   | 1:41 |
| 9.                 | 「E09_YouichiMurata_Session」                              |       | 鷺巣詩郎   | 3:24 |
| 10.                | 「F02_Take01_EWS_Amano&Kosei」                             |       | 鷺巣詩郎   | 2:14 |
| 11.                | 「F02_Take02_EWS_Amano&Kosei」                             |       | 鷺巣詩郎   | 2:15 |
| 12.                | 「SuperSaxPlaysEVA_TributeToSuperSax」                     |       | 鷺巣詩郎   | 8:05 |
| 13.                | 「F02_ReMaster_TV_Original」                               |       | 鷺巣詩郎   | 0:36 |
| 14.                | 「B12_ForPianoPlayback_EWS_Amano&Kosei」(ボーナストラック) |       | 鷺巣詩郎   | 3:01 |
| 合計時間:          | 合計時間:                                                  | 40:08 |            |      |

## 参加アーティスト
佼成ウインドオーケストラ・セッション
東京佼成ウインドオーケストラ
Conduct - 天野正道
Guest Lead Trumpet - エリック宮城
Guest Drums - 神保彰
Guest Piano - 宮城純子
村田陽一セッション
Flute - 大澤明子、小林美香（神奈川フィルハーモニー管弦楽団）
Bb Clarinet - 糸井裕美子（芸大オケ）、小曽根みほ、黒尾文恵（東京フィルハーモニー交響楽団）、伊藤路世（東京都交響楽団）、林直樹（東京フィルハーモニー交響楽団）、元木瑞香
Bass Clarinet - 中秀仁
Oboe - 石橋雅一
Alto Sax with Adlib Solo - 本田雅人
Tenor Sax with Adlib Solo - 小池修
Tenor Sax - 竹野昌邦
Baritone Sax - 山本拓夫
Euphonium - 岩黒綾乃
French Hone - 松崎裕（NHK交響楽団）、勝俣泰（NHK交響楽団）、石山直城（神奈川フィルハーモニー管弦楽団）、高橋臣宣（東京フィルハーモニー交響楽団）、野見山和子（東京都交響楽団響）
Trumpet - 西村浩二、菅坡雅彦、奥村晶、小林正弘
Trombone with Adlib Solo - 村田陽一
Trombone - 東條あづさ、桑田晃（読売日本交響楽団）、黒金寛行（NHK交響楽団）
Tuba - 次田心平（読売日本交響楽団）
鷺巣詩郎セッション
Our Super Sax Team!!
Soprano and Alto Sax Adlib Solo - 土岐英史
Alto Sax with Adlib Solo - 伊東たけし
Tenor Sax with Adlib Solo - 小池修
Tenor Sax - 勝田一樹
Baritone Sax - 山本拓夫
Trumpet - エリック宮城
Trombone - 村田陽一
French Hone - 松崎裕、石山直城、高橋臣宣、野見山和子
Trumpet Section - 西村浩二、菅坡雅彦、奥村晶、小林正弘
Trombone Section - 東條あづさ、桑田晃、黒金寛行
Tuba - 次田心平
Piano - 島健、クリヤマコト
Synthesizers - 鷺巣詩郎
Guitar - Andrew Smith、松下誠
Electric Bass - Jerry Brown
Accoustic Bass - 井上陽介
Drums - Jerry Brown、神保彰、大坂昌彦
Our Special Choir Organized by Catherine Bott
Soprano - キャサリン・ボット
Mezzo Soprano, Alto - Deborah Miles Johnson
Tenor - Andrew Busher
Bass - Michael George
Guest Lead Vocal - 高橋洋子

## 原曲
- A01 - 「Rei I」
- B12 - 「Both of You, Dance Like You Want to Win!」
- C07 - 「TOKYO-3」
- E01 - 「DECISIVE BATTLE」
- E03 - 「EVA-01」
- E05 - 「EVA-00」
- E05_Fast - 「THE BEAST」
- E06 - 「ANGEL ATTACK」
- E09 - 「A STEP FORWARD INTO TERROR」
- E13 - 「THANATOS」
- F02 - 「次回予告」